# NGC 1030
NGC 1030 (другие обозначения — UGC 2153, MCG 3-7-39, ZWG 462.39, IRAS02370+1748, PGC 10088) — спиральная галактика с перемычкой в созвездии Овен. Открыта Уильямом Гершелем в 1786 году. Описание Дрейера: «очень тусклый, вытянутый объект неправильной формы».
Этот объект входит в число перечисленных в оригинальной редакции «Нового общего каталога».
Галактический диск NGC 1030 наблюдается с ребра. Чаще всего в таких галактиках заметен балдж в виде сферической выпуклости, но NGC 1030 одна из немногих галактик, в которой хорошо различим балдж в виде вытянутого прямоугольника.